# Regola del tre (programmazione)
In programmazione, la regola del tre  è una regola empirica di refactoring, secondo la quale un programma deve essere soggetto a refactoring se una stessa porzione di codice è riutilizzata almeno tre volte nel programma. In tal caso, tale porzione di codice deve essere estratta in una nuova procedura. La regola originale è attribuita a Don Roberts ed è stata resa popolare da Martin Fowler.
In accordo col principio DRY, la duplicazione di codice è generalmente considerata una cattiva pratica di programmazione, in quanto rende più difficile e costosa la manutenzione, aumentando la dimensione del codice e richiedendo modifiche ripetute in diverse parti del programma nel caso una parte del codice duplicato debba essere modificata. Il refactoring prematuro, tuttavia, può a sua volta avere un costo dovuto al fatto che, in mancanza di sufficienti esempi d'uso, l'astrazione usata potrebbe non essere sufficientemente generica, richiedendo modifiche addizionali in seguito.